# Klaus Kloppstech
Klaus Kloppstech (* 18. Januar 1939 in Ohlau, Niederschlesien; † 15. Februar 2021 in Kreuztal) war ein deutscher Botaniker.
Sein botanisches Autorenkürzel (neben der Pflanzenphysiologie befasste er sich mit der Systematik von Algen) lautet „Kloppst.“

## Leben
Nach der Promotion zum Dr. rer. nat. am 17. Oktober 1967 in Kiel war er von 1977 bis zu seinem Ruhestand im Jahr 2004 an der Universität Hannover als Universitätsprofessor für Entwicklungsphysiologie am Institut für Botanik tätig. Er lebte unter anderem in Wilhelmshaven. Von 1985 bis 1988 bekleidete er das Amt des Dekans des Fachbereichs Biologie.

## Schriften (Auswahl)
- Untersuchungen über den Zusammenhang zwischen dem GTP-Bedarf der ribosomalen Polypeptidsynthese und der Triphosphatase-Wirkung zweier Aminosäuretransfer-Faktoren aus Leber. Kiel 1967, OCLC 1068837129.
- mit Iwona Adamska: The effect of free radical enhancers and scavengers on accumulation of early light-inducible protein during light stress. Hannover 1993.